# 福岡県立古賀養護学校
福岡県立古賀養護学校（ふくおかけんりつ こがようごがっこう）は、福岡県古賀市にあった心身障害児のための公立養護学校。

## 沿革
- 1957年（昭和32年） - 国立福岡療養所内に古賀町立古賀東小学校・古賀中学校の特殊学級として分校設立認可。結核児童対象に発足。
- 1962年（昭和37年） - 国立療養所設立に伴い、「古賀町立古賀東小学校・同古賀中学校国立療養所福岡東病院分校」に校名統一。
- 1974年（昭和49年） - 福岡県立古賀養護学校開設。
- 2010年（平成22年） - 福岡県立北筑前養護学校と統合し福岡県立古賀特別支援学校となる。旧古賀養護学校校舎は高等部、旧北筑前養護学校校舎は小中学部として使用される。

## 学部
- 小学部
- 中学部
- 訪問教育

## 所在地
- 福岡県古賀市千鳥3丁目4-1